# Gavrilești, Cozmeni
Gavrilești, întâlnit și sub forma Gavrilăuți (în ucraineană Гаврилівці, transliterat: Havrîlivți și în germană Hawrilestie) este un sat în raionul Cozmeni din regiunea Cernăuți (Ucraina), depinzând administrativ de comuna Ivancăuți. Are 341 locuitori, preponderent ucraineni (ruteni).
Satul este situat la o altitudine de 242 metri, pe malul pârâului Sovița, în partea de centru a raionului Cozmeni.

## Istorie
Localitatea Gavrilești a făcut parte încă de la înființare din regiunea istorică Bucovina a Principatului Moldovei. Prima atestare documentară a localității datează din 2 iulie 1445. În ianuarie 1775, ca urmare a atitudinii de neutralitate pe care a avut-o în timpul conflictului militar dintre Turcia și Rusia (1768-1774), Imperiul Habsburgic (Austria de astăzi) a primit o parte din teritoriul Moldovei, teritoriu cunoscut sub denumirea de Bucovina. După anexarea Bucovinei de către Imperiul Habsburgic în anul 1775, localitatea Gavrilești a făcut parte din Ducatul Bucovinei, guvernat de către austrieci, făcând parte din districtul Cozmeni (în germană Kotzmann). Din 1862, funcționa la Gavrilești o școală cu 3 clase.
După Unirea Bucovinei cu România la 28 noiembrie 1918, satul Gavrilești a făcut parte din componența României, în Plasa Șipenițului a județului Cernăuți. Pe atunci, majoritatea populației era formată din ucraineni, existând și o comunitate de români. În perioada interbelică a funcționat aici un oficiu PTT de stat.
Ca urmare a Pactului Ribbentrop-Molotov (1939), Bucovina de Nord a fost anexată de către URSS la 28 iunie 1940, reintrând în componența României în perioada 1941-1944. Apoi, Bucovina de Nord a fost reocupată de către URSS în anul 1944 și integrată în componența RSS Ucrainene. 
Începând din anul 1991, satul Gavrilești face parte din raionul Cozmeni al regiunii Cernăuți din cadrul Ucrainei independente. Conform recensământului din 1989, din 361 locuitori ai satului, 360 s-au declarat de etnie ucraineană și unul de etnie rusă . În prezent, satul are 341 locuitori, preponderent ucraineni.

## Demografie
Componența lingvistică a localității Gavrilești
     Ucraineană (99,41%)
     Alte limbi (0,59%)
Conform recensământului din 2001, majoritatea populației localității Gavrilești era vorbitoare de ucraineană (99,41%), existând în minoritate și vorbitori de alte limbi.
1930: 970 (recensământ)
1989: 361 (recensământ)
2007: 341 (estimare)

### Recensământul din 1930
Componența etnică a comunei Gavrilești (județul Cernăuți)
     Români (1,34%)
     Ruteni (92,16%)
     Evrei (4,84%)
     Altă etnie (1,66%)
Componența confesională a comunei Gavrilești
     Ortodocși (93,31%)
     Mozaici (4,84%)
     Romano-catolici (1,85%)
Conform recensământului efectuat în 1930, populația comunei Gavrilești se ridica la 970 locuitori. Majoritatea locuitorilor erau ruteni (92,16%), cu o minoritate evrei (4,84%) și una de români (1,34%). Alte persoane s-au declarat: germani (8 persoane), ruși (1 persoană) și polonezi (7 persoane). Din punct de vedere confesional, majoritatea locuitorilor erau ortodocși (93,31%), dar existau și mozaici (4,84%) și romano-catolici (1,85%). 

## Obiective turistice
- Biserica de lemn cu hramul „Sf. Nicolae” - construită în anul 1839, extinsă în 1902[5]